# Héctor Carretero
Héctor Carretero Milla (Madrigueras, 28 maggio 1995) è un ex ciclista su strada spagnolo. Professionista dal 2017 al 2023, ha vinto una tappa alla Vuelta a Asturias 2021.

## Palmarès
- 2021 (Movistar Team, una vittoria)

2ª tappa Vuelta a Asturias (Candás > Cangas del Narcea)

### Altri successi
- 2017 (Movistar Team)

1ª tappa Hammer Sportzone Limburg (Vaals, cronosquadre)
- 2020 (Movistar Team)

Classifica scalatori Tirreno-Adriatico

## Piazzamenti

### Grandi Giri
- Giro d'Italia

2019: 88º
2020: 79º
- Vuelta a España

2022: non partito (11ª tappa)

### Classiche monumento
- Milano-Sanremo

2017: 149°
2018: 151º
2020: ritirato
- Giro delle Fiandre

2017: ritirato
2018: ritirato
- Parigi-Roubaix

2017: ritirato
2018: ritirato
- Liegi-Bastogne-Liegi

2023: ritirato
- Giro di Lombardia

2017: ritirato
2018: ritirato
2020: ritirato

### Competizioni mondiali
- Campionati del mondo

Bergen 2017 - In linea Under-23: 80º

### Competizioni europee
- Campionati europei

Plumelec 2016 - In linea Under-23: 90º
Herning 2017 - Cronometro Under-23: 20º
Herning 2017 - In linea Under-23: 52º